# Steele (Familienname)
Steele ist ein englischer Familienname.

## Namensträger
- Allen Steele (* 1958), US-amerikanischer Journalist und Science-Fiction-Schriftsteller
- Barbara Steele (* 1937), britische Schauspielerin
- Billy Steele (* 1947), schottischer Rugby-Union-Spieler
- Blue Steele (1893–1971), US-amerikanischer Jazz-Trompeter und Bigband-Leader
- Bob Steele (1907–1988), US-amerikanischer Schauspieler
- Brian Steele (* 1963), US-amerikanischer Schauspieler
- Cassie Steele (* 1989), kanadische Schauspielerin und Singer-Songwriterin
- Chris Steele (* 1966), US-amerikanischer Drehbuchautor und Regisseur
- Christopher Steele (* 1964), britischer Geheimdienstmitarbeiter
- Claude Steele (* 1946), US-amerikanischer Sozialpsychologe
- Colin Steele (* 1968), schottischer Jazz-Trompeter
- Crispian Steele-Perkins (* 1944), englischer Trompeter
- Dale Steele (* 1944), US-amerikanischer Autor, siehe Donald F. Glut
- Dan Steele (* 1969), US-amerikanischer Bobfahrer, Leichtathlet und Leichtathletiktrainer
- Daniel Steele (1824–1914), US-amerikanischer methodistischer Pastor, Bibellehrer und Autor
- Danny Steele (Schauspieler) (* 1974), britischer Schauspieler, Synchronsprecher und Komiker
- Danny Steele (Fußballspieler) (* 1982), englischer Fußballspieler
- Darrin Steele (* 1969), US-amerikanischer Zehnkämpfer, Bobsportler, Sportmanager und -funktionär
- Edgar Steele (1945–2014), US-amerikanischer Jurist
- Edino Steele (* 1987), jamaikanischer Leichtathlet
- Erica Steele, US-amerikanische Filmproduzentin und Filmeditorin
- Ernie Steele (1917–2006), US-amerikanischer Footballspieler
- Fiona Steele, britische Statistikerin
- Fletcher Steele (1885–1971), US-amerikanischer Landschaftsarchitekt und Autor
- Florence Steele (1857–1948), britische Bildhauerin, Metallkünstlerin und Designerin
- Francis Marion Steele (1866–1936), US-amerikanischer Fotograf
- Frank Steele (1905–1992), kanadischer Eishockeyspieler
- Freddie Steele (Boxer) (1912–1984), US-amerikanischer Boxer und Schauspieler
- Freddie Steele (Fußballspieler) (1916–1976), englischer Fußballspieler und -trainer
- Frederic Dorr Steele (1873–1944), US-amerikanischer Illustrator
- Frederick Steele (1819–1868), US-amerikanischer Generalmajor
- George Steele (Wrestler) (1937–2017), US-amerikanischer Wrestler
- George Washington Steele (1839–1922), US-amerikanischer Politiker
- Gile Steele (1908–1952), US-amerikanischer Kostümbildner
- Guy Lewis Steele junior (* 1954), US-amerikanischer Informatiker
- Hannah Steele, britische Schauspielerin
- Harold Steele (* 1948), irischer Rugby-Union-Spieler
- Harry Steele (* 2002), australischer Fußballspieler
- Henry Joseph Steele (1860–1933), US-amerikanischer Politiker
- Isobel Steele (1910–1998), US-amerikanische Journalistin und Schauspielerin
- James Steele (1894–1975), britischer General und Hochkommissar in Österreich
- James G. Steele (1962–2017), britischer Zahnmediziner
- James Stuart Steele (1894–1975), britischer General und Hochkommissar im besetzten Nachkriegsösterreich
- Jason Steele (* 1990), englischer Fußballspieler
- Jevetta Steele (* 1963), US-amerikanische Gospelmusikerin und Sängerin
- Joe Steele (1899–1964), US-amerikanischer Jazzmusiker und Arrangeur
- John Steele (Politiker) (1764–1815), US-amerikanischer Politiker (North Carolina)
- John Steele (Skispringer) (1909–1996), US-amerikanischer Skispringer
- John Steele (Fallschirmjäger) (1912–1969), US-amerikanischer Fallschirmjäger
- John Steele (Tiermediziner), US-amerikanischer Tiermediziner
- John B. Steele (1814–1866), US-amerikanischer Politiker (New York)
- John H. Steele (Journalist) (1807–1871), US-amerikanischer Journalist und Herausgeber
- John H. Steele (Meereskundler) (John Hyslop Steele; 1926–2013), britischer Meereskundler
- John Hardy Steele (1789–1865), US-amerikanischer Politiker (New Hampshire)
- John M. Steele, britischer Wissenschaftshistoriker
- John Nevett Steele (1796–1853), US-amerikanischer Politiker (Maryland)
- Karen Steele (1931–1988), US-amerikanische Schauspielerin
- Leslie Jasper Steele (1868–1929), US-amerikanischer Politiker
- Lexington Steele (* 1969), US-amerikanischer Pornodarsteller und -regisseur
- Lisa Steele (* 1947), US-amerikanische Videokünstlerin
- Louis John Steele (1842–1918), neuseeländischer Maler
- Lucy Steele (* 1969), kanadische Skilangläuferin
- Luke Steele (* 1984), englischer Fußballspieler
- Luke Steele (Sänger) (* 1979), australischer Sänger
- Marjorie Steele (1930–2018), US-amerikanische Schauspielerin
- Michael Steele (Musikerin) (* 1955), US-amerikanische Musikerin
- Michael Steele (Politiker) (* 1958), US-amerikanischer Politiker (Republikaner)
- Michael Steele-Bodger (1925–2019), englischer Rugby-Union-Spieler
- Michelle Steele (* 1986), australische Skeletonpilotin
- Nick Steele (* 1980), US-amerikanischer Schauspieler und Model
- Nickolas Steele, grenadischer Politiker
- Paul Steele (* 1957), kanadischer Ruderer
- Peter Steele (1962–2010), US-amerikanischer Musiker
- Philip Steele (* 1948), britischer Autor
- Richard Steele (1672–1729), irischer Schriftsteller und Komödienautor
- Richard Steele (Theologe) (1629–1692), englischer Theologe
- Richard Steele (Ringrichter) (* 1944), US-amerikanischer Boxringrichter
- Richard Steele (Fußballspieler) (* 2004), Fußballspieler von den Nördlichen Marianen
- Riley Steele (* 1987), US-amerikanische Pornodarstellerin
- Robert Steele (Segler) (1893–1969), britischer Segler
- Robert H. Steele (* 1938), US-amerikanischer Politiker
- Rocco Steele, US-amerikanischer homosexueller Pornodarsteller und Unternehmer
- Ron Steele (* 1953), US-amerikanischer Skispringer
- Saar Steele (* 1984), israelischer Tennisspieler
- Sam Steele (1848–1919), kanadischer Polizist und Offizier
- Sarah Steele (* 1988), US-amerikanische Schauspielerin
- Scott Steele (* 1958), US-amerikanischer Windsurfer
- Sean Steele (* 1963), irischer Journalist
- Sydnee Steele (* 1968), US-amerikanische Pornodarstellerin
- T. C. Steele (1847–1926), US-amerikanischer Maler
- Thomas J. Steele (1853–1920), US-amerikanischer Politiker
- Tim Steele (Fußballspieler) (* 1967), englischer Fußballspieler
- Tim Steele (Rennfahrer) (* 1968), US-amerikanischer Rennfahrer
- Timothy Steele (* 1948), US-amerikanischer Poet
- Tom Steele (1905–1979), schottischer Politiker
- Tommy Steele (* 1936), britischer Sänger und Schauspieler
- Valerie Steele (* 1955), US-amerikanische Modehistorikerin und Kuratorin
- Vernon Steele (1882–1955), US-amerikanischer Schauspieler
- Walter Leak Steele (1823–1891), US-amerikanischer Politiker
- William Steele (Lordkanzler) († 1680), britischer Jurist und Lordkanzler von Irland
- William Steele (General) (1819–1885), US-amerikanischer Brigadegeneral
- William G. Steele (William Gaston Steele; 1820–1892), US-amerikanischer Politiker
- William M. Steele (William Michael Steele; * 1945), US-amerikanischer Generalleutnant
- William Randolph Steele (1842–1901), US-amerikanischer Politiker
- Willie Steele (1923–1989), US-amerikanischer Leichtathlet

sowie der Künstlername von
- The Real Don Steele (1936–1997), US-amerikanischer Radio-DJ